# Dood in Basel
Dood in Basel is een hoorspel van Gabriele Wohmann. Tod in Basel werd op 1 juni 1972 door de Westdeutscher Rundfunk uitgezonden. Het werd vertaald door Ellen Versluys en de KRO zond het uit op dinsdag 6 februari 1973, van 21:55 uur tot 22:50 uur (met een herhaling op zondag 11 februari 1990). De regisseur was Léon Povel, die ook een inleidend gesprek voerde met de schrijfster.

## Rolbezetting
- Willy Brill
- Bob Verstraete
- Frans Somers
- Hein Boele

## Inhoud
Tod in Basel, Der Geburtstag en Kurerfolg zijn de delen van Gabriele Wohmanns trilogie over de houding van een zich normaal noemende buitenwereld ten opzichte van psychisch onevenwichtige of gestoorde mensen. Er is een gesprek gaande tussen de centrale figuur, een vrouw, en iemand die een verwant zou kunnen zijn, en een soort deskundige. Maar omdat men de vrouw niet begrijpen wil of kan en zij op haar beurt dit onderkennend volgt, praat men vaak gewoon langs elkaar heen. Deze dialoog is op veel plaatsen geen dialoog meer. De schrijfster heeft nog een vierde stem ingevoerd die buiten de discussie staat en alleen maar feiten aandraagt. Het kunnen gedachteflitsen van de gesprekspartners zijn, maar ook indicaties die de luisteraar erbij moet betrekken om onbevooroordeeld eigen conclusies te kunnen trekken. Er is ook sprake van haar broer, die er veel erger aan toe is dan zij. Zij heeft veel medelijden met hem omdat hij verguisd wordt, hoe langer hoe dieper wegzakt en een eind aan zijn leven maakt. Zo ver zal het bij haar niet komen, omdat zij zich tot op zekere hoogte heeft leren "schikken". Maar zij verlangt wel terug naar een herbeleving van dat rustgevende moment, toen zij in Bazel was gestorven, dat moment van zielevrede dat haar in deze wereld niet is vergund zolang men de psychisch minderbedeelde evenmens niet anders benadert…